# Eilema vicaria
Eilema vicaria är en fjärilsart som beskrevs av Walker 1864. Eilema vicaria ingår i släktet Eilema och familjen björnspinnare. Inga underarter finns listade i Catalogue of Life.